# Copa del Rei de futbol 1914
La Copa del Rei de futbol 1914 va ser la 12ena edició de la Copa d'Espanya.

## Detalls
Després de la divisió de l'any anterior, la Federació Espanyola agafà les regnes de la competició i decidí que els existents campionats regionals servirien per classificar els diferents clubs a la competició nacional. La competició es disputà entre el 29 de març i el 10 de maig.
Equips classificats:
- Regió Nord: Athletic de Bilbao
- Regió Centre: Sociedad Gimnástica
- Regió Sud: Sevilla Balompié (campió de la Copa Sevilla, finalment no participà)
- Galícia: Real Vigo Sporting Club
- Catalunya: Futbol Club Espanya

## Fase final
|  | Semifinals                   | Semifinals             | Semifinals             |  |  | Final         | Final      |  |
|  | 29 de març - 3 de maig       | 29 de març - 3 de maig | 29 de març - 3 de maig |  |  | 10 de maig    | 10 de maig |  |
|  |                              |                        |                        |  |  |               |            |  |
|  | Athletic Club                | 11                     | 3                      |  |  |               |            |  |
|  | Real Vigo Sporting Club      | 0                      | 3                      |  |  |               |            |  |
|  |                              |                        |                        |  |  | Athletic Club | 2          |  |
|  |                              | Futbol Club Espanya    | 1                      |  |  |               |            |  |
|  | Futbol Club Espanya          | 1                      | 1                      |  |  |               |            |  |
|  | Sociedad Gimnástica Española | 0                      | 1                      |  |  |               |            |  |

## Semifinals

### Anada
| Athletic Bilbao | 11-0 | Real Vigo SC |
| --- | ---- | ------------ |
| José María Belauste "I" 20' · Severino Zuazo 35' · Alfonso González "Apón" 38', 40', 54' · Ramón Belauste "II" 43' · Rafael Moreno "Pichichi" 60', 70', 81', 89' · Luis Iceta 90' |      |              |

| Futbol Club Espanya | 1-0 | Sociedad Gimnástica |
| ------------------- | --- | ------------------- |
| ?                   |     |                     |

### Tornada
| Real Vigo SC           | 3-3 | Athletic Bilbao                                               |
| ---------------------- | --- | ------------------------------------------------------------- |
| Lago · A. Haz · A. Haz |     | Severino Zuazo 12' · Ramón Belauste "II" 15' · Severino Zuazo |

| Sociedad Gimnástica | 1-1 | Futbol Club Espanya |
| ------------------- | --- | ------------------- |
| Uribarri            |     | ?                   |

## Final
| Athletic Bilbao         | 2 - 1 | Futbol Club Espanya |
| ----------------------- | ----- | ------------------- |
| Severino Zuazo 20', 29' |       | 88' Jaume Villena   |

## Campió
| Campions de la Copa d'Espanya 1914 |
| ---------------------------------- |
| · Athletic Club · 5è títol         |